# Isabelle Boemeke
Isabelle Boemeke es una modelo brasileña y celebridad en redes sociales. Es conocida por sus vídeos en TikTok, en los cuales promociona los beneficios de la energía nuclear y su papel en solucionar los problemas asociados con el cambio climático .

## Carrera
Boemeke ha trabajado como modelo desde los 17 años, sin formación científica formal.  Después de mudarse a Estados Unidos para desarrollar su carrera como modelo, leyó The Greatest Show on Earth: The Evidence for Evolution, de Richard Dawkins, que despertó su interés por la ciencia. 
En 2016, Boemeke conoció los beneficios de la energía nuclear a través de un tuit de Carolyn Porco, en el que hablaba sobre los reactores de sales fundidas de torio.
Los incendios forestales de Australia y la selva amazónica de 2019 motivaron a Boemeke a usar sus plataformas para abordar cuestiones sobre el cambio climático.  En ellas defendía que, a pesar de su controvertida reputación en los medios, la energía nuclear es necesaria para resolver los problemas del cambio climático. 
Boemeke comenzó a incorporar información sobre clima y energía en sus sesiones de fotos como modelo en 2020. 
En febrero de 2020, creó una cuenta en redes sociales con el nombre Isodope, y comenzó a escribir, producir y editar vídeos que proporcionaban datos sobre la energía nuclear.  Inspirándose en Lil Miquela, tomó señales visuales de vaporwave y combinó esta estética con tropos contemporáneos de las redes sociales. 
En diciembre de 2021, organizó protestas contra el cierre de la planta nuclear de Diablo Canyon en el condado de San Luis Obispo, California, argumentando, sin ella, el estado tendría dificultades para reducir las emisiones de gases de efecto invernadero. El cierre de la planta se ha retrasado hasta 2030. 
En 2022, la revista Time la consideró una “líder de la próxima generación”.  Boemeke también apareció y actuó como productora ejecutiva de la película Nuclear Now de Oliver Stone en 2022. 
Ha sido ponente en charlas TED Talk y es muy activa en TikTok, Instagram, Twitter y YouTube con el nombre de usuaria Isodope. 